# William Bligh

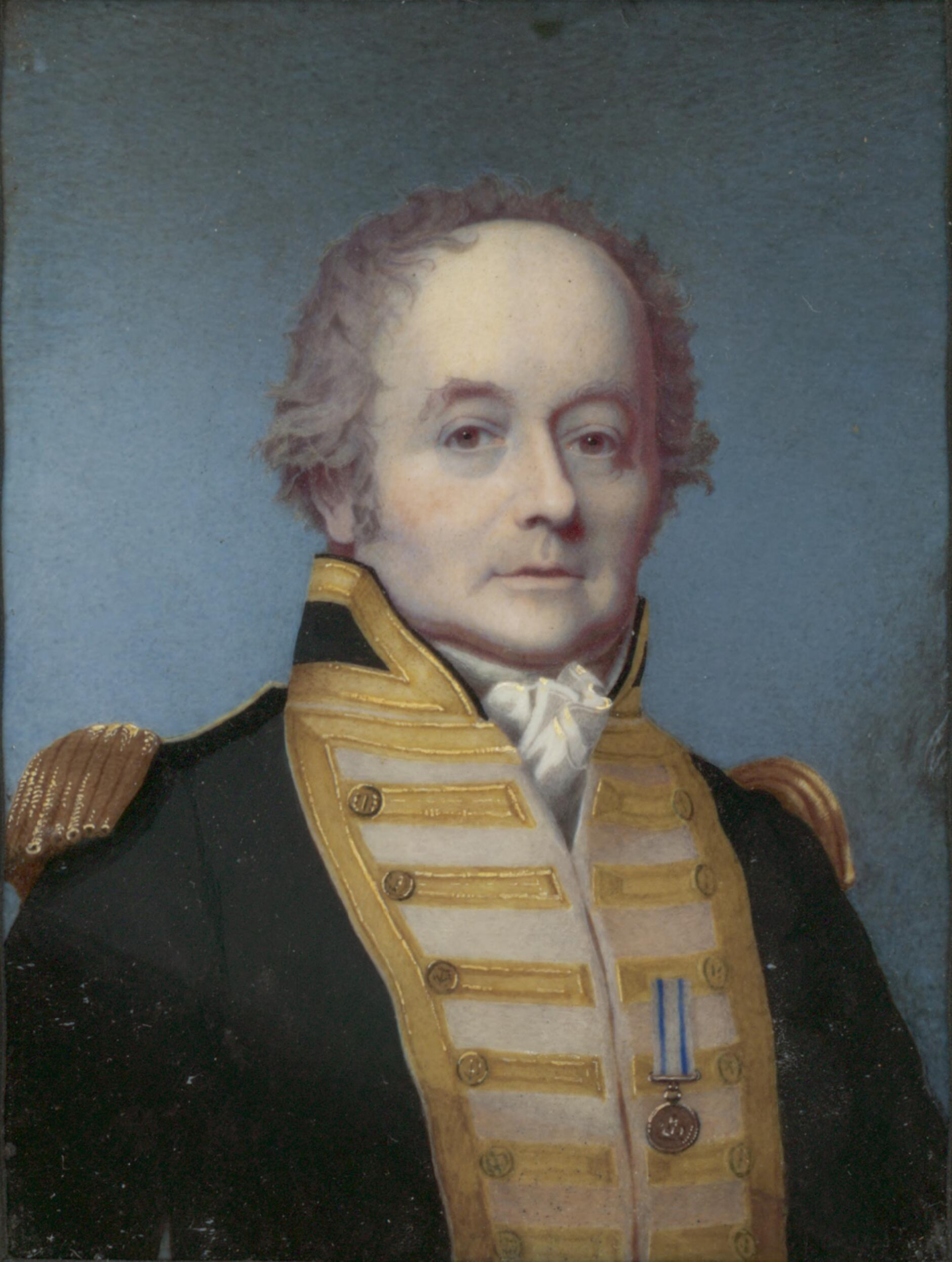
William Bligh als Konteradmiral im Jahr 1814; Gemälde von Alexander Huey

William Bligh (* 9. September 1754 wahrscheinlich in Plymouth; † 7. Dezember 1817 in London) war ein britischer Seeoffizier und Gouverneur von New South Wales in Australien. Bekannt wurde er vor allem durch die gegen ihn gerichtete Meuterei auf der Bounty und durch seine darauf folgende 3618 Seemeilen (6701 km) lange Fahrt im offenen Boot von den Gewässern um Tonga im Westen Polynesiens bis zur Insel Timor im Jahr 1789. Ein weiteres Mal machte er 1808 von sich reden, als sein Vorgehen gegen korrupte Offiziere der Sträflingskolonie Neusüdwales die Rum-Rebellion auslöste.

## Leben

### Herkunft
Bligh entstammte einer alten Seefahrerfamilie. Sein Vater Francis Bligh und dessen Frau Jane Pearce leiteten das Zollamt der südwestenglischen Hafenstadt Plymouth. Wahrscheinlich wurde er in der Stadt geboren, in deren St. Andrews Church er am 4. Oktober die Taufe empfing. Andere Quellen nennen auch Tyntan Manor, den Landsitz der Blighs im Dorf St. Tudy bei Bodmin in Cornwall, als Geburtsort.

### Karriere als Seeoffizier
Vermutlich ging Bligh schon im Alter von sieben Jahren zur See, als Captain’s Servant (Kapitänsdiener) auf der Monmouth. Seine ersten nachgewiesenen Erfahrungen als Seemann sammelte er mit 15 Jahren, zunächst als Able Seaman (Vollmatrose), dann als Midshipman (Seekadett) auf der Hunter.

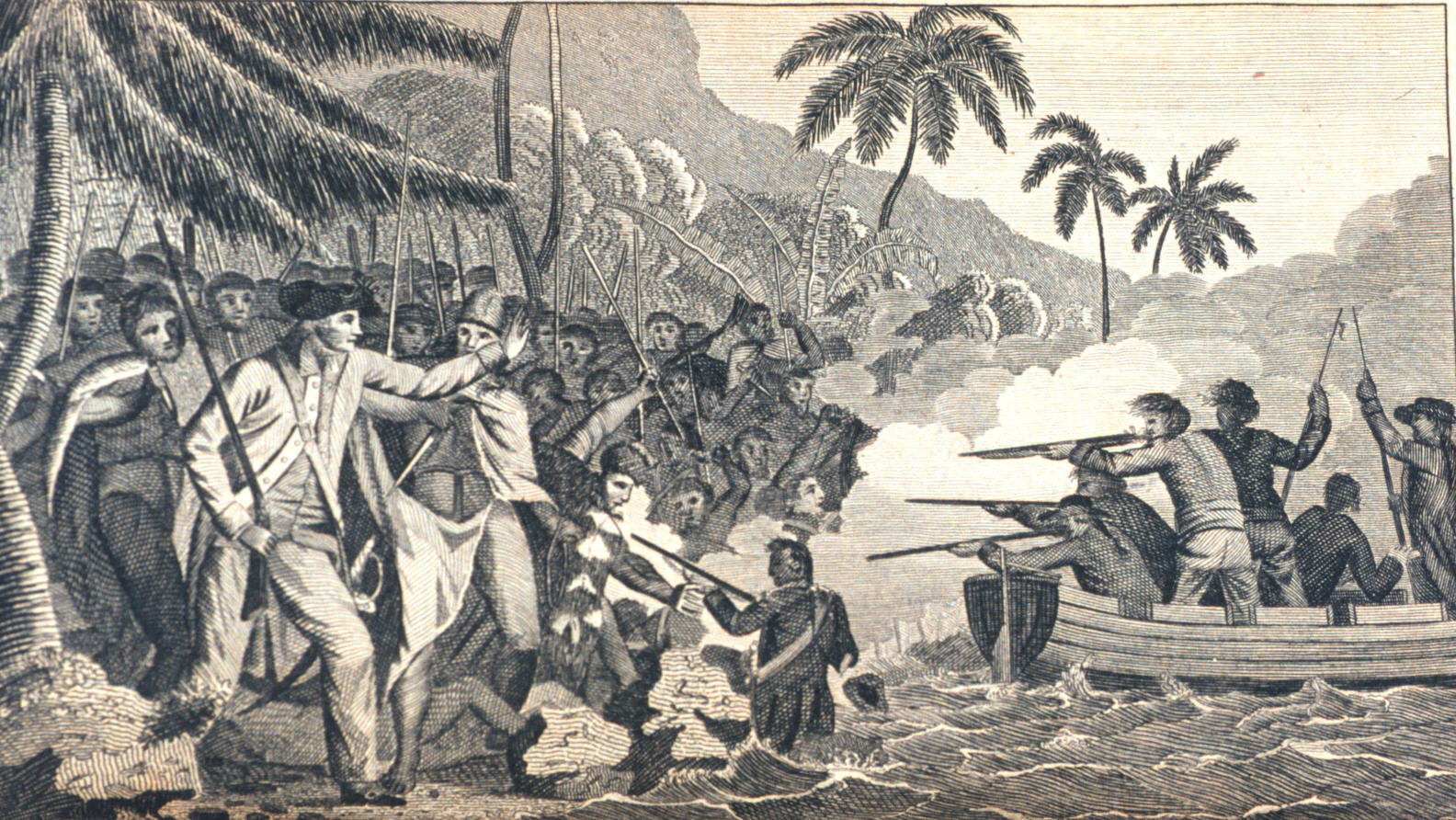
Kapitän Cooks Tod 1779, den Bligh miterlebte

Mit 21 Jahren erhielt Bligh die Chance, als Master (Steuermann bzw. Navigator) der Resolution an James Cooks dritter Südsee-Expedition von 1776 bis 1780 teilzunehmen. Die Seekarten und Aufzeichnungen, die er bei dieser Gelegenheit anfertigte, waren von derart hoher Genauigkeit, dass einige davon noch im 20. Jahrhundert verwendet wurden. Bligh war am 14. Februar 1779 Augenzeuge von Cooks gewaltsamem Tod auf Hawaii. Anschließend führte er die Resolution im weiteren Verlauf der Expedition nach Kamtschatka, in die Beringstraße und zurück nach England, wo sie am 6. Oktober 1780 eintraf.
Nach seiner Heimkehr heiratete Bligh am 4. Februar 1781 auf der Isle of Man Elizabeth Betham, die Tochter eines Zolleinnehmers. Im selben Jahr wurde er zum Lieutenant (Kapitänleutnant) ernannt, dem damals niedrigsten britischen Seeoffiziersrang. Als solcher nahm er in den folgenden zwei Jahren am Seekrieg gegen die Niederlande, Frankreich und Spanien teil, die alle die USA in ihrem Unabhängigkeitskrieg mit Großbritannien unterstützten. Bligh kämpfte im Sommer 1781 in der Schlacht auf der Doggerbank und 1782 bei der Verteidigung von Gibraltar. Nach dem Frieden von Paris nahm er 1783 seinen Abschied von der Marine und befehligte vier Jahre lang ein Handelsschiff, das im Rum- und Zuckerhandel zwischen England und Westindien verkehrte. Dabei lernte er Fletcher Christian kennen, den späteren 2. Offizier der Bounty und Anführer der Meuterer. Beide verband anfangs eine enge Freundschaft.

### Die Bounty-Expedition
Auf Betreiben seines Förderers, des Naturforschers Sir Joseph Banks, kehrte Bligh 1787 in den Dienst der Admiralität zurück und erhielt das Kommando über HMAV (His Majesty’s Armed Vessel) Bounty. Das Schiff sollte Ableger des Brotfruchtbaums von Tahiti zu den Westindischen Inseln bringen, um die dortigen Zuckerrohr-Pflanzer mit einem billigen Nahrungsmittel für ihre Sklaven zu versorgen.
Die Verhältnisse an Bord waren äußerst beengt. Die Besatzung wurde von ursprünglich geplanten 29 auf 46 Mann aufgestockt, und die Kapitänskajüte wurde zu einem Gewächshaus umgebaut. Aus Kostengründen erhielt Bligh nicht die Beförderung zum Kapitän, wurde an Bord aber der Form halber als solcher geführt. Zudem weigerte sich die Admiralität, ihm Marinesoldaten mit an Bord zu geben. All das sollte sich als problematisch für die Aufrechterhaltung der Disziplin erweisen. Als nachteilig erwies sich auch die verspätete Genehmigung zum Auslaufen des Schiffs, die bereits von Zeitgenossen als Nachlässigkeit der Admiralität kritisiert wurde.

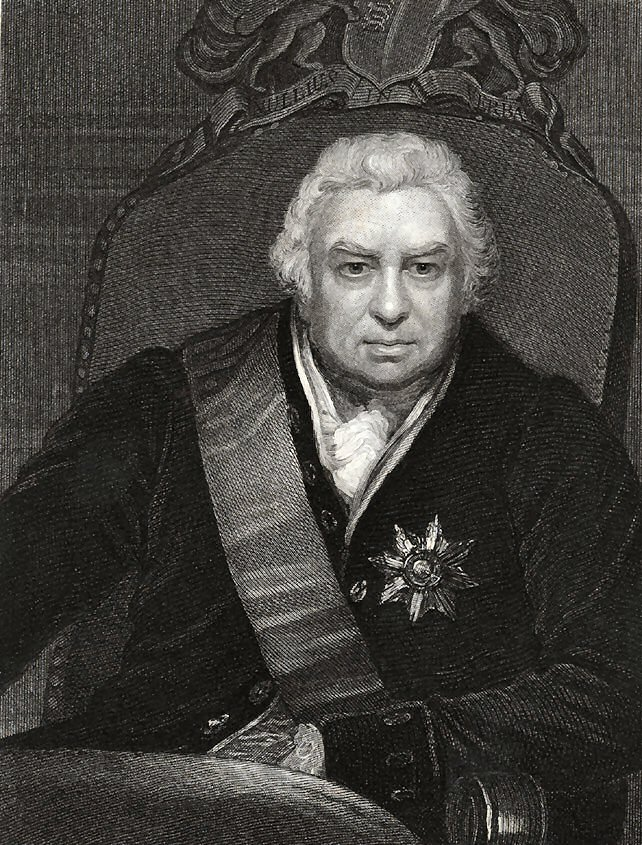
Sir Joseph Banks, Förderer Blighs und Initiator der Bounty-Expedition

Am 23. Dezember 1787 stach die Bounty von Spithead aus in See. Die Reise verlief weitgehend problemlos, obwohl das Schiff wegen des verzögerten Auslaufens durch schwere Stürme an der geplanten Umrundung von Kap Hoorn gehindert wurde. Bligh entschied sich daher für die östliche Route um das Kap der Guten Hoffnung. Am 27. Oktober 1788 ging die Bounty mit etlichen Monaten Verspätung in der Matavai-Bucht von Tahiti vor Anker. Da Bligh auf der Rückfahrt die Endeavour-Straße erkunden sollte, musste er auf Tahiti den nächsten Ost-Monsun abwarten, der nicht vor April einsetzen würde. Das Verladen der Brotfruchtbäume nahm wenig Zeit in Anspruch, sodass die Mannschaft den fünfmonatigen Landaufenthalt weitgehend frei von den Pflichten des Schiffsalltags verbringen konnte. Etliche Besatzungsmitglieder gingen in dieser Zeit Beziehungen mit tahitianischen Frauen ein.

#### Die Meuterei

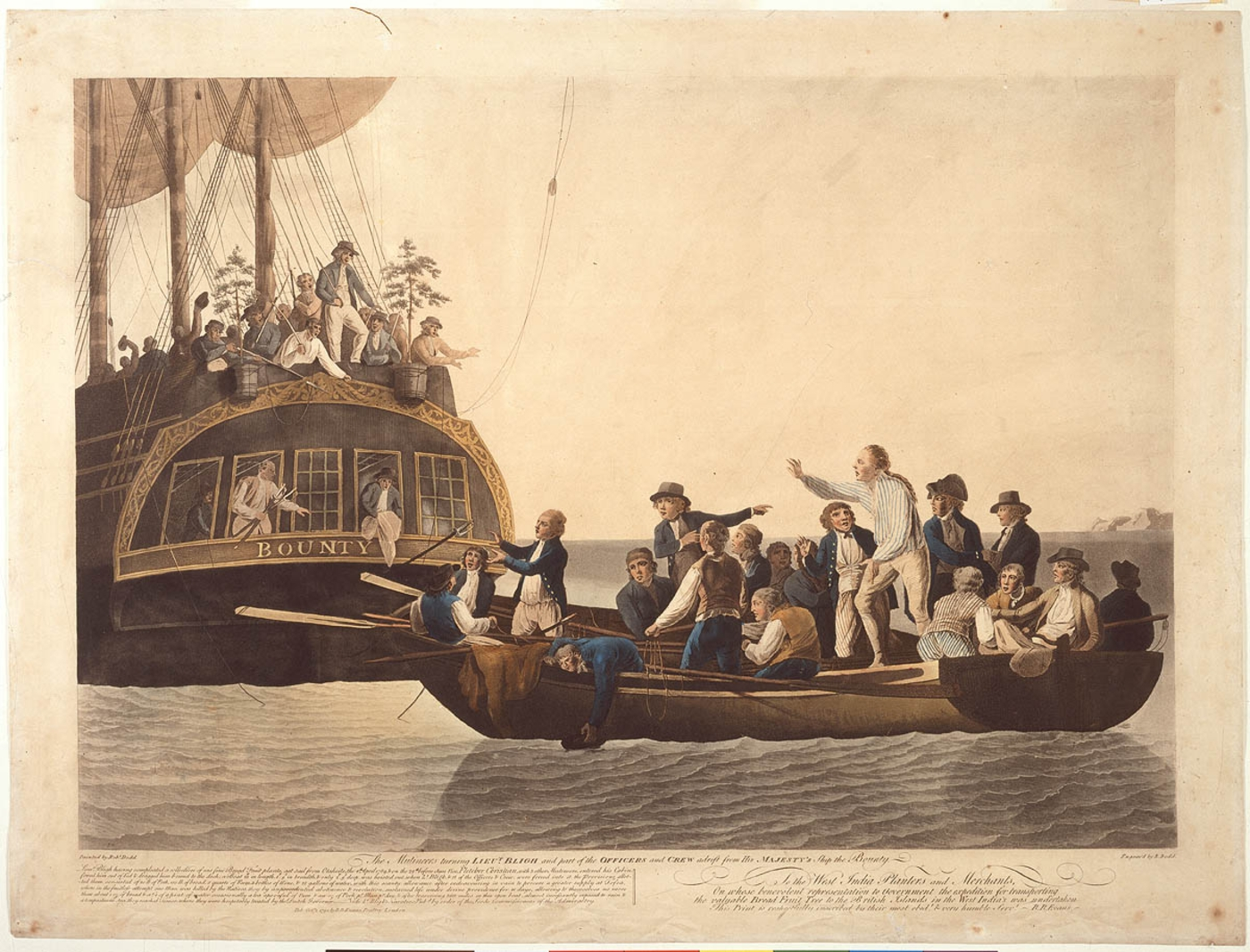
Bligh und achtzehn Mann werden ausgebootet

Am 5. April verließ die Bounty Tahiti und nahm westlichen Kurs auf die Endeavour-Straße. Drei Wochen später, am 29. April 1789, kam es südlich der zur Tongagruppe gehörenden Insel Tofua zu der bekannten Meuterei unter Führung des 2. Offiziers, des Master’s mate (Steuermannsmaat) und Acting Lieutenant (provisorischer Lieutenant) Fletcher Christian.
Am Abend zuvor hatte es zwischen ihm und Bligh einen Streit wegen einiger fehlender Kokosnüsse gegeben, die der Kapitän hatte rationieren lassen, um während der Rückfahrt über vitaminreiche Nahrung für die Mannschaft zu verfügen. Christian hatte sich anschließend betrunken und gegenüber einigen Mannschaftsmitgliedern den Wunsch geäußert, mit einem Floß die Bounty zu verlassen und nach Tahiti zurückzukehren. Auslöser der Meuterei dürfte nicht der unbedeutende Streit gewesen sein, sondern die Tatsache, dass Christian mit seinen Äußerungen bei einigen Besatzungsmitgliedern auf offene Ohren stieß. Sie konnten sich nach dem langen Aufenthalt auf Tahiti nur schwer wieder an die Disziplin an Bord des Schiffes gewöhnen und überzeugten schließlich Christian, der die Morgenwache hatte, davon, die Bounty in seine Gewalt zu bringen. Die folgenden Ereignisse schilderte Bligh in seinem Logbuch:

„Kurz vor Sonnenaufgang, als ich noch schlief, kamen Herr Christian, der Waffenmeister Churchill, der Konstablersmaat John Mills und der Matrose Thomas Burkett in meine Kajüte, ergriffen mich, banden mir die Hände mit einem Strick auf den Rücken und drohten, mich augenblicklich töten zu wollen, wenn ich nur den geringsten Lärm machen würde. Ungeachtet dieser Drohung rief ich so laut, daß jedermann im Schiff alarmiert werden mußte, aber die Empörer hatten sich der Offiziere, die nicht auf ihrer Seite standen, bereits dadurch versichert, daß Wachen vor ihren Kajüten aufgestellt waren.“

Nachdem die Meuterer das Schiff vollständig unter ihre Kontrolle gebracht hatten, setzten sie Bligh und 18 ihm treue Besatzungsmitglieder in einer offenen Barkasse aus, darunter auch den 1. Offizier und Master (Steuermann) John Fryer. Dieser hatte auf der Fahrt zwar Differenzen mit Bligh gehabt, von ihm aber zwei geladene Schiffspistolen zur Aufbewahrung erhalten, die er allerdings nicht gegen die Meuterer einsetzte. Einige Besatzungsmitglieder, darunter der Büchsenmeister Joseph Coleman, sowie zwei der Zimmermannsmaate, Charles Norman und Thomas McIntosh, mussten gegen ihren Willen an Bord bleiben, worauf sie Bligh ausdrücklich hinwiesen. An Proviant bekamen die Ausgesetzten zwei Fässer Wasser, einige Flaschen Wein, drei Säcke Schiffszwieback und Schweinefleisch mit wie auch nautische Geräte und Entermesser, jedoch keine Musketen, um die Bligh gebeten hatte. Allerdings konnte er sein Kapitänspatent sowie sein Log- und Notizbuch mitnehmen.

#### Die Fahrt in der Barkasse

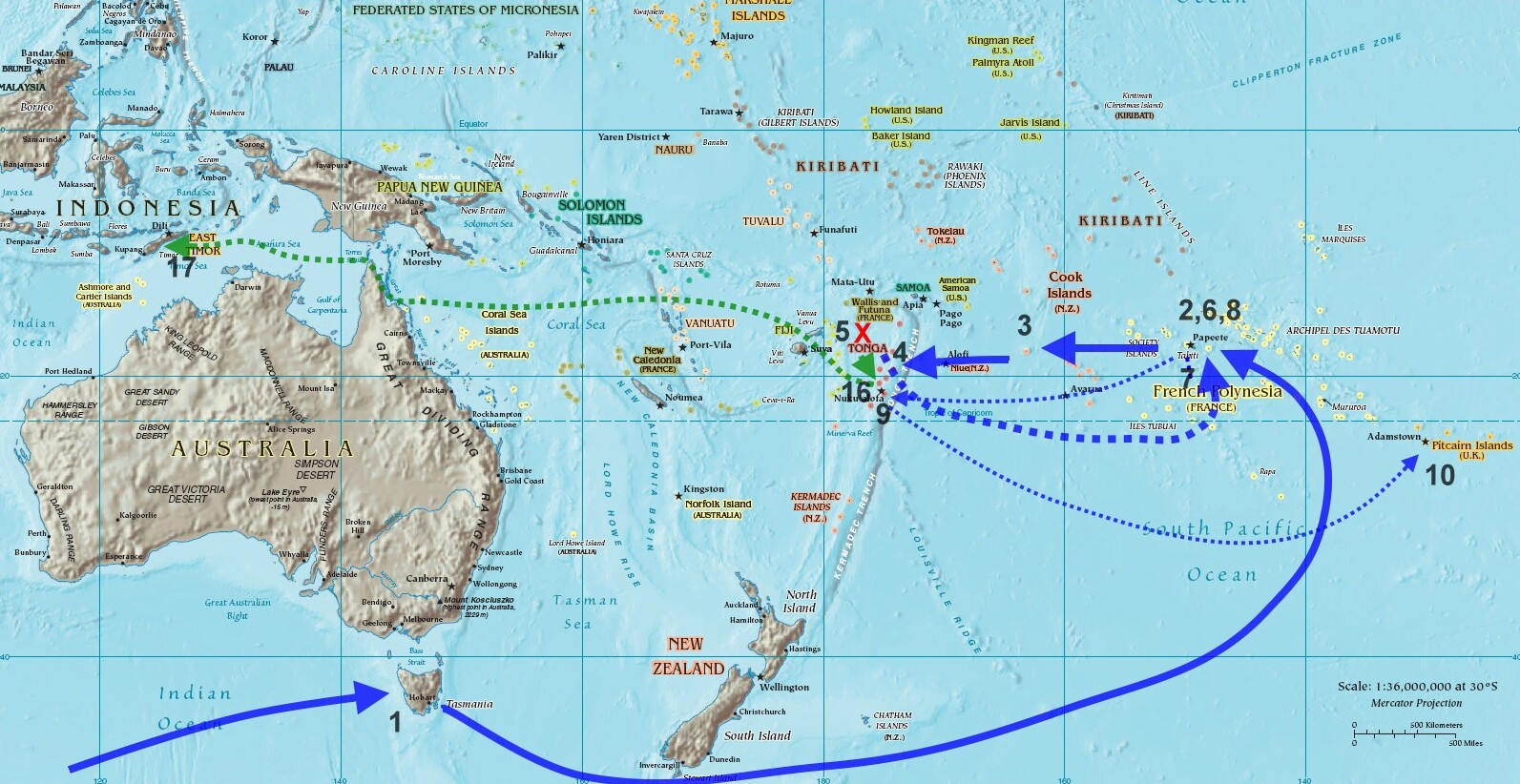
Die Routen der Bounty (blau) und der Barkasse (grün) durch die Südsee

Die Ausgebooteten setzten erst Kurs auf die nächstgelegene Insel Tofua, mussten dort aber vor der feindlich gesinnten einheimischen Bevölkerung fliehen. Dabei wurde ein Mann, der Quartiermeister John Norton, getötet. Bligh, ein Meister der Navigation, schaffte es, das kleine, völlig überladene Boot durch die kaum erforschte Torres-Straße zwischen Australien und Neuguinea bis zu der ca. 6.700 km entfernten Insel Timor zu bringen. Nach mehr als sechswöchiger entbehrungsreicher Fahrt erreichte die Barkasse der Bounty am 12. Juni die holländische Faktorei Kupang. Dieser östlichste Bligh bekannte Außenposten einer europäischen Kolonialmacht in Asien war der einzige Ort, von dem aus er und seine Männer hoffen konnten, wieder nach England zu gelangen. Dass 1788 beim näher gelegenen Sydney in Australien eine britische Sträflingskolonie gegründet worden war, erfuhr er erst nach seiner Ankunft in Kupang.
Die Fahrt der Barkasse gehört zu den längsten Reisen, die je in einem so kleinen offenen Boot unternommen wurden, und stellt eine außerordentliche seemännische Leistung dar. Auf dem Weg nach Timor entdeckte Bligh als erster Europäer mehrere Inseln der Fidschigruppe und der nördlichen Neuen Hebriden. Das Meeresgebiet nördlich der Fidschi-Insel Viti Levu, das die Barkasse dabei durchquerte, erhielt den Namen „Bligh Water“.

#### Rückkehr nach England

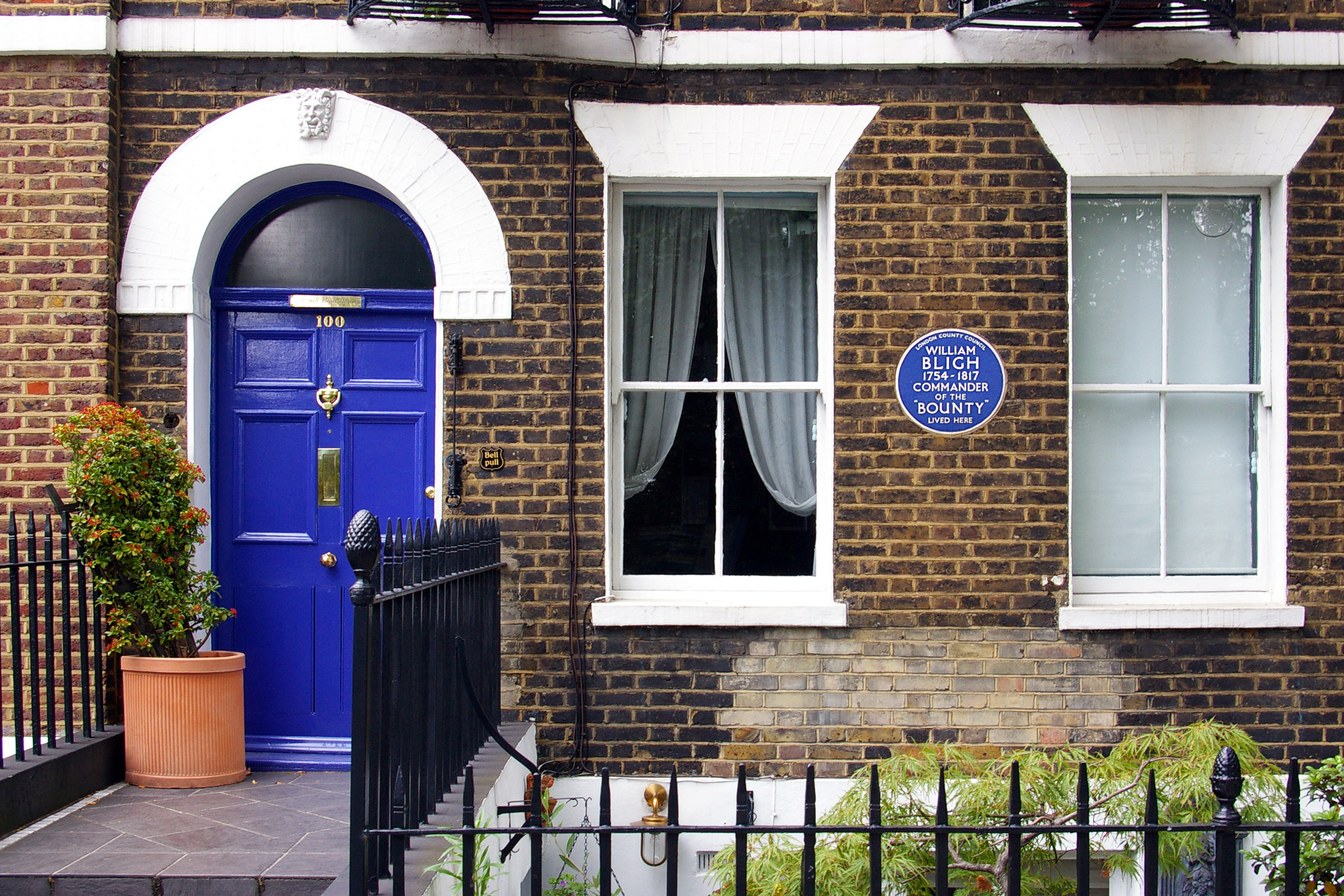
Das Wohnhaus von William Bligh in der Lambeth Road 100 in London

Nach der Ankunft in Kupang und später in Batavia verstarben noch mehrere Begleiter Blighs an der dort verbreiteten Malaria oder an den Folgen der entbehrungsreichen Fahrt mit der Barkasse. Unter den Toten befand sich auch der Gärtner David Nelson, der für die Brotfrucht-Pflanzen verantwortlich gewesen war. Von den 19 Insassen der Barkasse überlebten jedoch 12 und kehrten, nachdem sie sich erholt hatten, auf verschiedenen Schiffen nach England zurück. Bligh verließ Kupang am 20. August 1789 und segelte nach Batavia, um von dort aus mit einem Postschiff der Niederländischen Ostindienkompanie am 16. Oktober die Heimreise anzutreten. Nach einem weiteren Aufenthalt am Kap der Guten Hoffnung ging er am 13. März 1790 auf der Isle of Wight an Land. Zuvor hatte er bei den niederländischen Gouverneuren in Batavia und am Kap Haftbefehle gegen die Meuterer erwirkt und auch eine entsprechende Mitteilung an den Gouverneur der neuen britischen Kolonie in Sydney geschickt, für den Fall, dass die Bounty dort auftauchen sollte.
Durch Briefe, die Bligh und seine Begleiter nach Hause geschickt hatten, war das Schicksal der Bounty in England bereits bekannt geworden, bevor sie selbst dort eintrafen. So wurde Bligh bereits bei seiner Heimkehr nach England am 13. März 1790 als Held gefeiert. In einem Verfahren vor der Admiralität wurde er von jeder Schuld an der Meuterei und am Verlust der Bounty freigesprochen. Er veröffentlichte einen Bericht über die Reise mit der Bounty, der 1791 und 1793 von Georg Forster in dem Magazin von merkwürdigen neuen Reisebeschreibungen auch als deutsche Übersetzung erschien.  Die detaillierten Schilderungen William Blighs bilden bis heute die Grundlage für die zahlreichen literarischen und filmischen Bearbeitungen des „Bounty“-Stoffes.

### Spätere Karriere

#### Als Seeoffizier

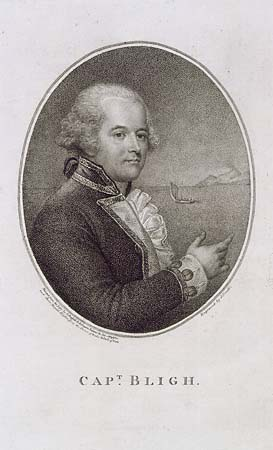
William Bligh, 1792

Nach seiner Rückkehr erhielt Bligh im November 1790 seine Beförderung zum Master and Commander, damals Korvettenkapitän genannt. Bereits einen Monat später erhielt er jene zum Captain, zu deutsch Kapitän zur See, wo er drei Jahre als Fregattenkapitän (Post-Captain) dienen musste. Nach diesen drei Jahren stieg er automatisch zum Full Captain auf. Der Rang entspricht dem eines Oberst bei der Armee bzw. dem Heer.
Bald erhielt Bligh erneut den Befehl, Ableger des Brotfruchtbaums von Tahiti nach Westindien zu bringen. Er kommandierte die HMS Providence, die von der HMS Assistant begleitet wurde. Mit deren Kommandanten, Lt. Portlock, war Bligh sehr zufrieden. Wegen dieser zweiten Fahrt in die Südsee 1791–1793 konnte Bligh nicht am Prozess gegen die Meuterer der Bounty teilnehmen. Die Reise verlief erfolgreich und ohne Zwischenfälle – abgesehen von Blighs schwerer Erkrankung, die ihn wochenlang am Kap der guten Hoffnung festhielt. Wahrscheinlich hatte er sich mit Malaria infiziert, als er 1789 in Batavia Rast hatte machen müssen. Bligh nutzte die Gelegenheit, die Torres-Straße weiter zu erforschen.
Zum Erfolg trug auch bei, dass diesmal Seesoldaten zur Aufrechterhaltung der Ordnung an Bord waren. Bligh erließ Vorschriften, die sich schon auf der Bounty bewährt hatten. So bestimmte er beispielsweise Mannschaftsmitglieder, die allein für Geschäfte und Tauschhandel mit Einheimischen verantwortlich waren. Mit neuen Regelungen beugte er einer weiteren Meuterei vor: Die Beiboote mussten stets an der Seite der Schiffe vertäut sein, Tahitianer durften – anders als auf der Bounty – nach acht Uhr abends nicht mehr an Bord kommen und es war untersagt, Handfeuerwaffen ohne Blighs Erlaubnis mit an Land zu nehmen.
In seinem Logbuch schilderte Bligh die von ihm beobachteten, negative Folgen des Kontaktes zwischen Einheimischen und Europäern. So stellte er zum Beispiel Veränderungen in Wortschatz und Kleidung und den zunehmenden Alkoholkonsum der Polynesier fest. Selbstkritisch benannte er seinen eigenen Anteil an diesen Prozessen und äußerte den Wunsch, alles ungeschehen zu machen.
Im Jahr 1797 erlebte Bligh auf der HMS Director, die in der Themsemündung lag, seine zweite Meuterei. Diese richtete sich aber nicht gegen ihn persönlich, sondern gegen die Admiralität und betraf den gesamten Flottenverband, zu dem die Director gehörte. Allerdings lagen auf Reede bei Spithead auch Schiffe, auf denen nicht gemeutert wurde, so dass zumindest teilweise auch von den Mannschaften als ungerecht empfundene Kommandanten Grund für das Übergreifen der Meutereien war. Diese Meuterei verlief insgesamt glimpflicher als die erste und die noch folgende dritte. In der Zwischenzeit diente William Bligh als Seeoffizier in den Napoleonischen Kriegen und nahm 1801 unter Admiral Horatio Nelson an der Seeschlacht von Kopenhagen teil.

#### Als Gouverneur von New South Wales

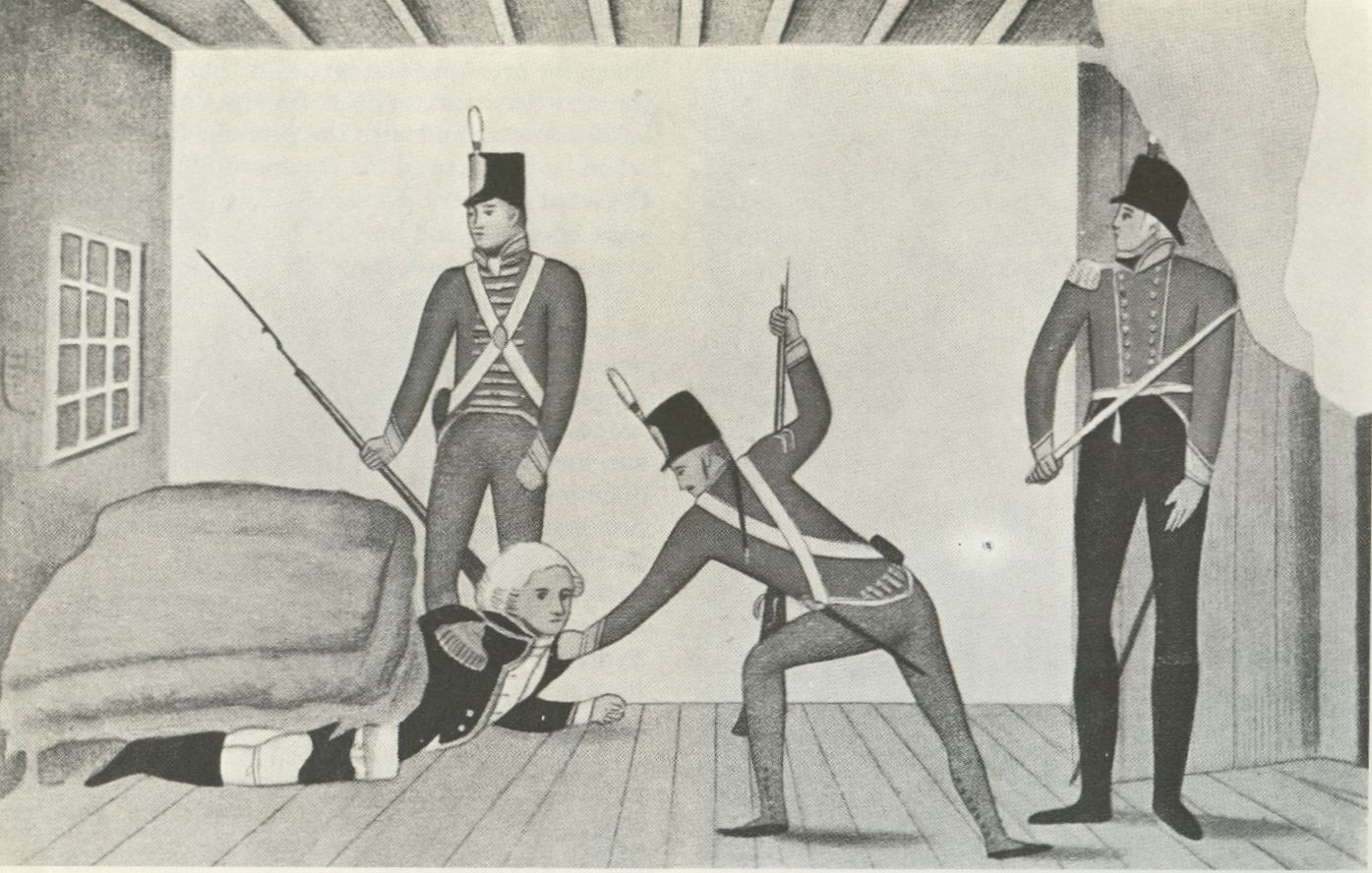
Gegen Bligh gerichtete propagandistische Darstellung seiner Verhaftung während der Rum-Rebellion. Tatsächlich hatte er sich keineswegs unter einem Bett versteckt.

1805 wurde William Bligh zum Gouverneur der britischen Kolonie New South Wales im heutigen Australien ernannt. Hier wurde er in die Rum-Rebellion verwickelt, einen Aufstand korrupter Offiziere.
Rum besaß in der Sträflingskolonie einen besonders hohen Wert und wurde auch als Zahlungsmittel eingesetzt. Unter anderem wurde jedem Sträfling regelmäßig eine Wochenration Rum zugestanden. Das Handelsmonopol auf Rum lag jedoch allein beim Militär. Dies nutzten korrupte aktive und inaktive Offiziere aus und betrieben den Verkauf des „flüssigen Goldes“ zu horrenden Preisen. Die Hauptverantwortlichen waren Colonel George Johnston und John Macarthur.
Da Bligh für seinen energischen Führungsstil bekannt war, sollte er den als schwach geltenden Gouverneur Philip Gidley King ersetzen. Als er 1808 in New South Wales eintraf, ging er gegen die Machenschaften der Offiziere vor. Dies löste schon bald eine bewaffnete Rebellion aus, in deren Verlauf Bligh auf die vor der Küste liegende HMS Porpoise verbannt wurde, die er bis 1810 nicht mehr verlassen sollte. Anders als er den Rebellen zugesagt hatte, segelte er nicht nach England zurück, sondern befahl dem Kapitän des Schiffes, die Stadt Sydney zu beschießen. Da dieser sich weigerte, nutzte Bligh die Zeit, um die Küste Tasmaniens zu kartografieren.
Johnston und Macarthur wussten, dass ihre selbsternannte Regierung nicht von Dauer sein konnte. Daher begaben sie sich 1809 freiwillig nach England. Aufgrund ihrer guten Beziehungen kamen sie glimpflich davon. Mit frisch eingetroffenen britischen Truppen setzte Bligh 1810 die korrupte Regierung ab.
Noch während der Rum-Rebellion, im Juli 1808, war Bligh zum Commodore (Kommodore) befördert worden. Genau drei Jahre später folgte die Beförderung zum Rear-Admiral (Konteradmiral) und im Juni 1814 schließlich jene zum Vice-Admiral (Vizeadmiral).

### Ruhestand und Tod

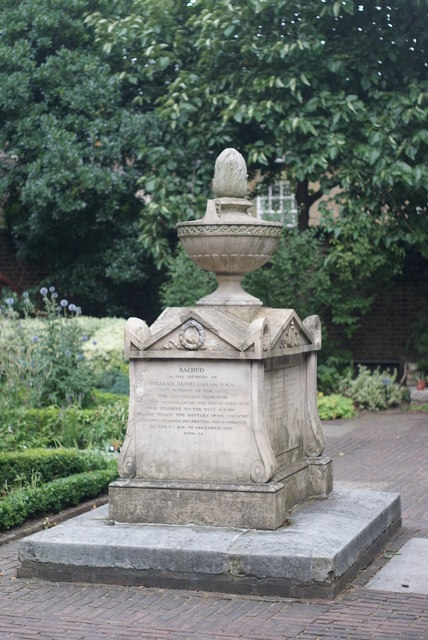
William Blighs Grabmal

1811 kehrte William Bligh nach England zurück. Im Jahr darauf starb nach 31 Ehejahren seine Frau Elizabeth. Nach seinem Abschied aus dem aktiven Dienst lebte er mit seinen Töchtern auf einem Landsitz in Kent. Seine jüngste Tochter Anne, geboren 1791, war geistig behindert, lernte niemals sprechen und litt überdies an Epilepsie. Anders als manche Angehörige seiner gesellschaftlichen Schicht zu dieser Zeit pflegte Bligh ein überaus inniges Verhältnis zu seiner behinderten Tochter und fuhr sie z. B. im Rollstuhl spazieren.
Im Alter von 63 Jahren, am 7. Dezember 1817, brach William Bligh auf dem Weg zu seinem Arzt in der Bond Street in London zusammen und starb. Die Todesursache war wahrscheinlich Magenkrebs. Bligh wurde an der Seite seiner Frau und seiner zwei Söhne, die beide schon kurz nach ihrer Geburt gestorben waren, auf dem Friedhof der Gemeindekirche von Lambeth begraben. Die Grabstätte – an der Ostseite der Kirche gelegen, an der Ecke Lambeth Road/Lambeth Palace Road – geriet mit der Zeit in Vergessenheit, wurde aber in den 1980er Jahren wiederentdeckt und restauriert.

## Nachleben
Der Ruhm Blighs als einer der fähigsten Seefahrer und Navigatoren seiner Zeit verblasste schon zu seinen Lebzeiten. Er wurde überlagert von verfälschenden Darstellungen der Meuterei und des Charakters von Bligh, die vor allem auf die Familien der Meuterer zurückgingen. Diese hatten ein Interesse daran, ihre Angehörigen und damit ihre Familienehre reinzuwaschen, und versuchten, Bligh als übermäßig strengen, knauserigen und zur Menschenführung ungeeigneten Offizier darzustellen, der durch sein tyrannisches Regiment die Meuterei herausgefordert habe.
Diese Argumente fielen durch einen historischen Zufall auf fruchtbaren Boden: Denn im selben Jahr, in dem die Meuterei in England bekannt wurde, ereignete sich die Französische Revolution, deren Ideen auch in England viele Anhänger fanden. Diese interpretierten die Meuterei wie die Revolution als Aufstand von Unterdrückten gegen die Willkür eines Einzelnen.

### Rufmordkampagne von Edward Christian
Insbesondere der Jurist Edward Christian, der ältere Bruder des Anführers der Meuterer, tat sich dabei hervor, Blighs Ruf in Zweifel zu ziehen. Er stellte ein inoffizielles Komitee zusammen, das die Meuterei und ihre Ursachen untersuchen sollte. Dieses bestand überwiegend aus überzeugten Abolitionisten, die Blighs Brotfrucht-Expeditionen, die der Sklavenwirtschaft auf den karibischen Inseln dienen sollte, von Anfang an kritisch gegenübergestanden hatten. Der Bericht, den das Komitee schließlich während Blighs Abwesenheit veröffentlichte, zeichnete zum ersten Mal das Zerrbild von dem Kapitän als „verabscheuungswürdigem Schurken“.
Was ihn bei einzelnen Besatzungsmitgliedern tatsächlich unbeliebt gemacht hatte, war eine gewisse Strenge, mit der er bei Offizieren und Mannschaften auf die Einhaltung der Regeln bestand, von denen in seinen Augen das Überleben aller abhing. So hielt er die Matrosen täglich zu Sport an, indem er einen eigens dazu an Bord genommenen Geiger zum Tanz aufspielen ließ. Zudem achtete er stets darauf, genügend Trinkwasser und frische Nahrung an Bord zu haben, insbesondere Sauerkraut, um den Ausbruch von Skorbut zu verhindern. Letzteres erklärt die Heftigkeit des Streits um die Kokosnüsse am Vorabend der Meuterei. Es scheint bei dieser Gelegenheit zu einem der seltenen Ausbrüche von Jähzorn gekommen zu sein, wie sie Bligh überfielen, wenn er mit Disziplinlosigkeit oder Unfähigkeit konfrontiert war.
Diese Strenge fällt jedoch kaum ins Gewicht im Vergleich mit den damals üblichen Verhältnissen in der britischen Kriegsmarine. Prügelstrafen, eine mangelhafte Arbeitsorganisation sowie Mängel in der Verpflegung und der medizinischen Versorgung waren dort die Regel. Nach allen historischen Quellen, die nicht aus dem Umfeld der Meuterer und ihrer Familien stammen, war William Bligh nicht nur ein umsichtiger und erfahrener, sondern sogar ein für seine Zeit überaus fürsorglicher Seeoffizier, der – durch James Cook beeinflusst – seinen Ehrgeiz darein setzte, alle Besatzungsmitglieder heil und gesund nach England zurückzubringen. Beispielsweise überließ er bei stürmischer See seine Kajüte den Matrosen zum Ausruhen. Der beste Beweis für seine Haltung ist die Tatsache, dass fast alle Insassen der offenen Barkasse die überaus gefährliche und strapaziöse Fahrt bis Kupang lebend überstanden. Historiker verweisen auch regelmäßig auf Blighs Logbücher, die aufgrund der damals geltenden Vorschriften in der britischen Marine als zuverlässige Quellen gelten. Ihnen zufolge verhängte Bligh weniger und mildere Strafen, als sie in der englischen Marine damals üblich oder sogar rechtlich geboten waren. Drakonische Strafen wie das Auspeitschen verhängte er weit seltener als sein Vorbild James Cook.
Zudem kann Bligh als Vorreiter auf dem Gebiet der modernen Arbeitsorganisation gelten, da er das in der Royal Navy gängige Zwei-Schicht-System auf ein modernes Drei-Schicht-System umstellte. Statt des harten Wechsels von vier Stunden Wachdienst, gefolgt von vier Stunden Schlaf, genoss die Mannschaft unter Bligh nach vierstündiger Wache eine achtstündige Ruhe- oder Schlafphase. Kurz: Sowohl sein Führungsverhalten als auch seine Neuerungen in den Arbeitsabläufen an Bord lassen ihn als außerordentlich modern erscheinen.
Dennoch zeigte die Kampagne Edward Christians Wirkung: Als Bligh 1793 von seiner zweiten Brotfrucht-Expedition zurückkehrte, bekam er bereits die veränderte Stimmung in der Marineleitung zu spüren. Der Erste Lord der Admiralität weigerte sich monatelang, ihn zu empfangen. Denn anders als Bligh, der aus einfachen Verhältnissen stammte, verfügten die Familien einiger Meuterer, z. B. die von Fletcher Christian, Edward Young und Peter Heywood, über Beziehungen, die bis in höchste Regierungskreise reichten. Erst auf Drängen seines Freundes und Förderers Sir Joseph Banks entschloss sich Bligh, auf die öffentlich gemachten Vorwürfe zu reagieren.
Mit einer eigenen Darstellung und eidesstattlichen Erklärungen ehemaliger Besatzungsmitglieder der Bounty widerlegte er Punkt für Punkt das Bild, das Edward Christians Komitee von ihm gezeichnet hatte. Blighs Bemühungen schienen zunächst von Erfolg gekrönt. So schrieb etwa die Zeitschrift British Critic:

„Wir haben den unabweisbaren Eindruck, dass die Freunde Christians am klügsten daran täten, das Geschehen, bei dem dieser junge Mann eine so herausragende und so verbrecherische Rolle spielte, so weit wie möglich der Vergessenheit zu überlassen.“

Bligh kümmerte sich von da an nicht weiter um sein Bild in der Öffentlichkeit. In der historischen Forschung – etwa bei seinen Biografen Mackaness und Kennedy – ist dieses überwiegend positive Bild bis heute weitgehend ungetrübt geblieben. Ganz anders verhielt es sich dagegen schon zu Blighs Lebzeiten mit der öffentlichen Meinung, und im Laufe der Zeit zeichneten auch fiktionale Darstellungen der Meuterei in der Regel ein düsteres Bild von Blighs Charakter. Seine Biografin Caroline Alexander erklärt die Wirkung dieser Darstellungen so:

„Bligh […] verstand nicht, dass er gegen eine Kraft ankämpfte, die stärker war als jeder Feind auf See – die Macht einer guten Story.“

### Blighs Bild in Romanen und Filmen

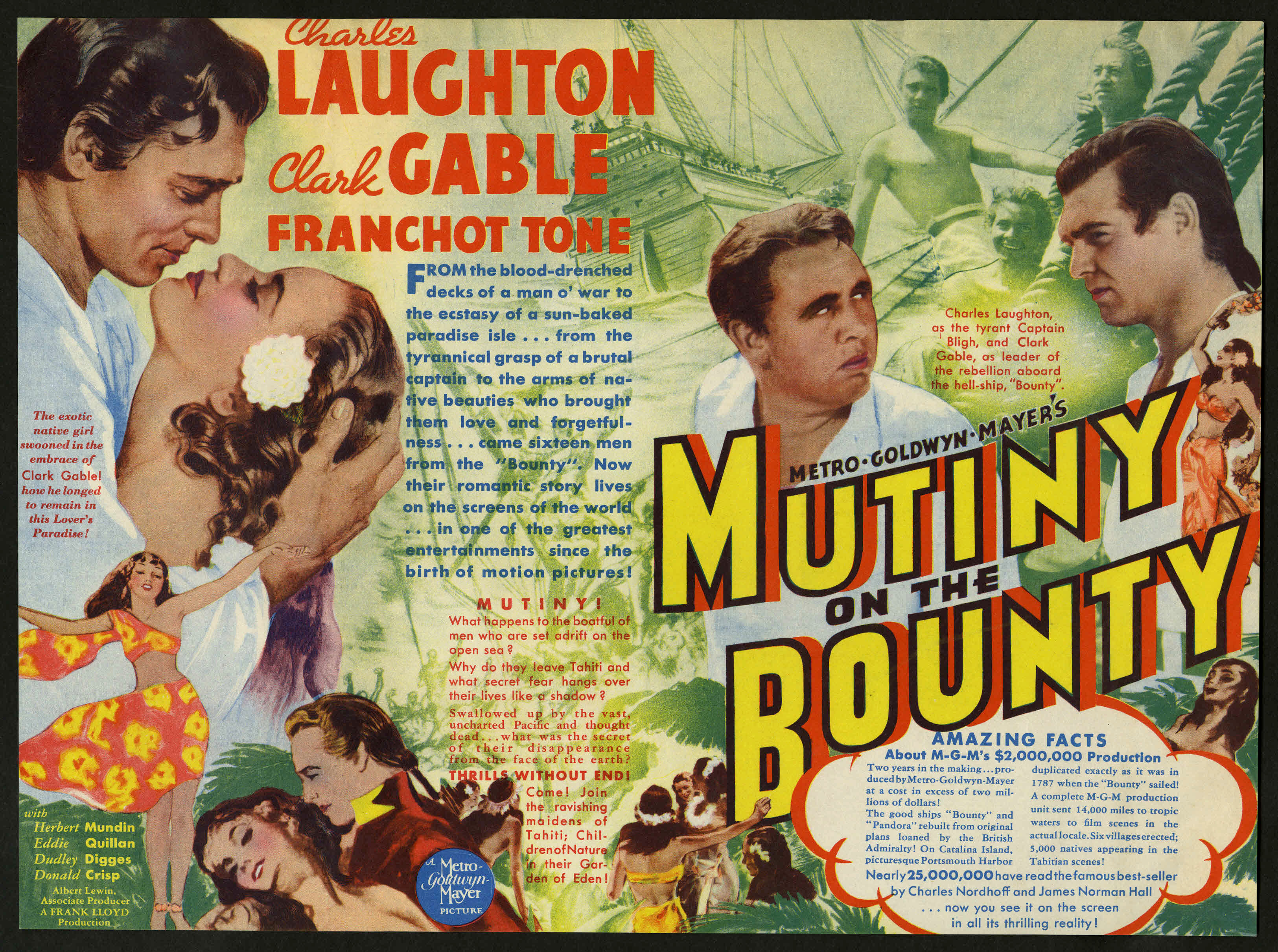
Plakat zum Spielfilm von 1935 mit Charles Laughton als Bligh

Solche guten, aber faktisch falschen Geschichten lieferten im 20. Jahrhundert Romane wie Meuterei auf der Bounty von Charles Bernard Nordhoff und James Hall sowie die darauf basierenden Filme. Die Verfilmung des Bounty-Stoffes von Frank Lloyd aus dem Jahr 1935 mit Clark Gable und Charles Laughton in den Rollen von Christian und Bligh beschreibt Letzteren als komplexbeladenen Neurotiker. Auch in Lewis Milestones Verfilmung von Nordhoffs Roman aus dem Jahr 1962 mit Marlon Brando als Christian wird Bligh, gespielt von Trevor Howard, als sadistischer, menschenverachtender Kapitän dargestellt. Um ein historisch genaueres Bild bemühte sich 1984 Die Bounty von Regisseur Roger Donaldson nach dem Buch Captain Bligh and Mr Christian von Richard Hough (1922–1999), in dem Mel Gibson als Christian und Anthony Hopkins als Bligh auftraten.

### Manipulierte Logbücher der Bounty
Bei einer Restaurierung der Bounty-Logbücher entdeckte der Australier Anthony Zammit im Jahre 2007 Indizien für Manipulationen an deren zweitem Band: Die Seite, auf der Bligh den Tag der Meuterei geschildert hat, muss nachträglich ausgetauscht worden sein. Auf den vorhergehenden und nachfolgenden Seiten befindet sich ein durchgehender Tee- oder Kaffeefleck, und die Tinte, mit der sie beschrieben wurden, enthält Spuren von Vulkanasche, wie sie in der Südsee vorkommt. Beides fehlt auf der Seite, die die Ereignisse des 28. Aprils 1789 festhält. Weitere Anhaltspunkte lieferten eine pH-Analyse sowie unterschiedliche Wasserzeichen im Papier. Da das Schriftbild jedoch auf allen Seiten durchgängig das Gleiche ist und nachweislich von William Bligh stammt, muss er von der Manipulation gewusst haben. Wann und warum sie erfolgte – ob Bligh z. B. seine eigene Rolle positiver darstellen wollte oder die von Schützlingen einflussreicher Förderer, die sich unter den Meuterern befanden –, ist heute nicht mehr zu ermitteln. Letztlich konnte in mehr als 200 Jahren nie völlig geklärt werden, wie die Meuterei im Einzelnen tatsächlich ablief und was genau sie auslöste.

## Ehrungen
Der Asteroid des inneren Hauptgürtels (3263) Bligh wurde nach William Bligh benannt.

## Werke
- Narrative of the mutiny on board H.M. ship Bounty. London (1790)
- A Voyage to the South Sea
undertaken by command of His Majesty, for the purpose of conveying the breadfruit tree to the West Indies, in His Majesty’s Ship the Bounty, commanded by Lieutenant William Bligh. Including an account of the mutiny on board the said ship, and the subsequent voyage of part of the crew, in the ship’s boat, from Tofoa, one of the Friendly Islands, to Timor, a Dutch settlement in the East Indies. Published by permission of the Lords commissioners of the admiralty. London 1792
  - Übers. Georg Forster: William Bligh’s, Kapitains von der Großbritanischen Flotte, Reise in das Südmeer, welche mit dem Schiffe Bounty unternommen worden ist, um Brotbäume nach den Westindischen Inseln zu verpflanzen. Aus dem Englischen. Nebst Jean François de Sürville, Französischen Kapitains, Reise in das Südmeer, jetzt zum erstenmal … übersetzt und mit Anmerkungen begleitet von Georg Forster. Mit Kupfern und einer Karte. Vossische Buchhandlung, Berlin 1793; staatsbibliothek-berlin.de – Wieder Berlin 1793 (als Monographie); Berlin 1794; udT Logbuch der Bounty. Die Brigantine, Hamburg 1963.
  - Auszug: Georg Forster, Magazin von merkwürdigen neuen Reisebeschreibungen, aus fremden Sprachen übersetzt und mit erläuternden Anmerkungen begleitet. Band 9. Vossische Buchhandlung, Berlin 1793, S. 1–24